# شهرستان ژوشی
شهرستان ژوشی (به لاتین: Zhuxi County) یک شهرستان‌های جمهوری خلق چین در چین است که در شییان واقع شده‌است.